# سفارت ایتالیا در اتاوا
سفارت ایتالیا در اتاوا (به انگلیسی: Embassy of Italy) یک منطقهٔ مسکونی و نمایندگی سیاسی این کشور در کانادا است که در اتاوا واقع شده‌است.